# BMW 545
BMW 545i — це середньорозмірний автомобіль 5 серії, який вперше з'явився в 2003 році. Випускається в таких кузовах як седан і універсал. Існує в таких модифікаціях: 
- BMW E60 (2003-2005);
- BMW E61 (2004-2005).

### Опис
За потужність седана відповідає 4.4-літровий V8 на 333 кінських сил. Пару двигуну складає шестиступінчаста механічна коробка передач. В якості опції передбачена шестиступінчаста автоматична коробка передач. Привід на задні колеса. Відмітки у 100 км/год 545і досягає за 5.8 секунди. Витрачає автомобіль 16.3 л/100км в місті, 7.9 л/100км за містом та 10.9 л/100 км у змішаному циклі. Викиди двоокису вуглецю в атмосферу становлять 264,0 г/км. 

### Базова комплектація
До переліку базових елементів безпеки автомобіля входять: 
- контроль стабільності;
- протибуксувальна система;
- великі дискові гальма з антиблокувальною системою;
- подушки безпеки;
- передня та задня зони деформації при зіткненні;
- п’ять регульованих підголівників[1].

### Огляд моделі

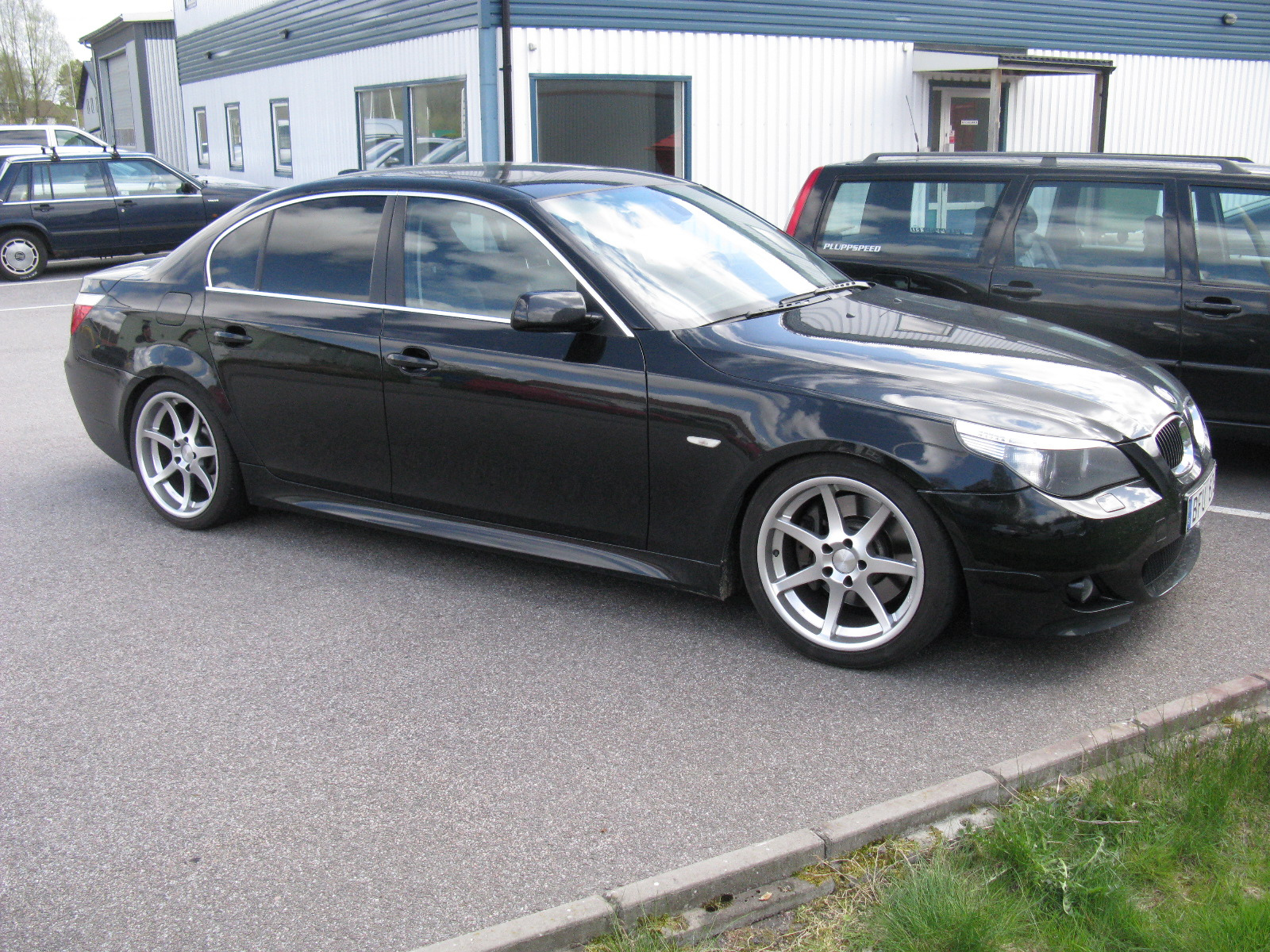
BMW 545i M Sport E60
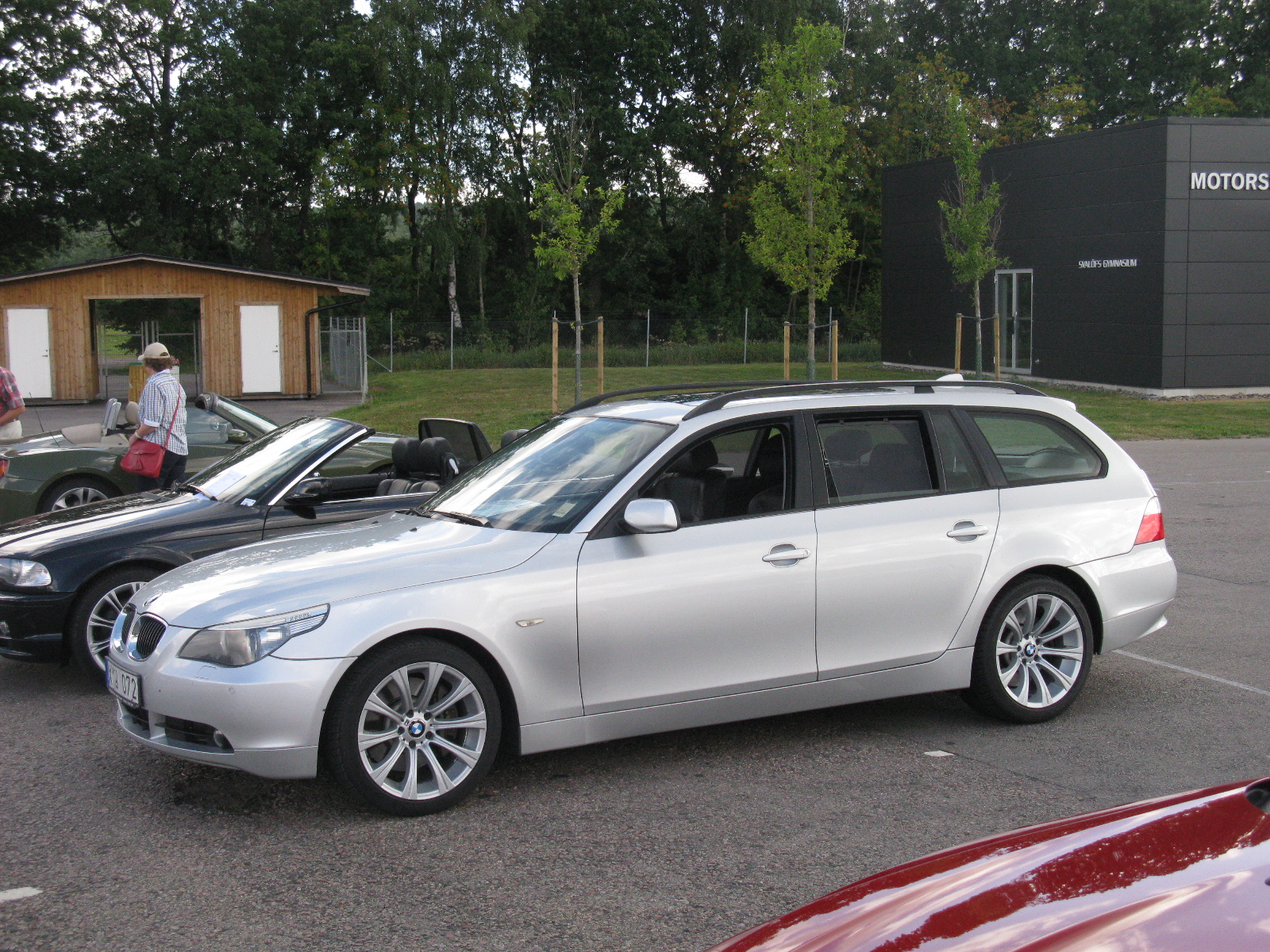
BMW 545i Touring E61
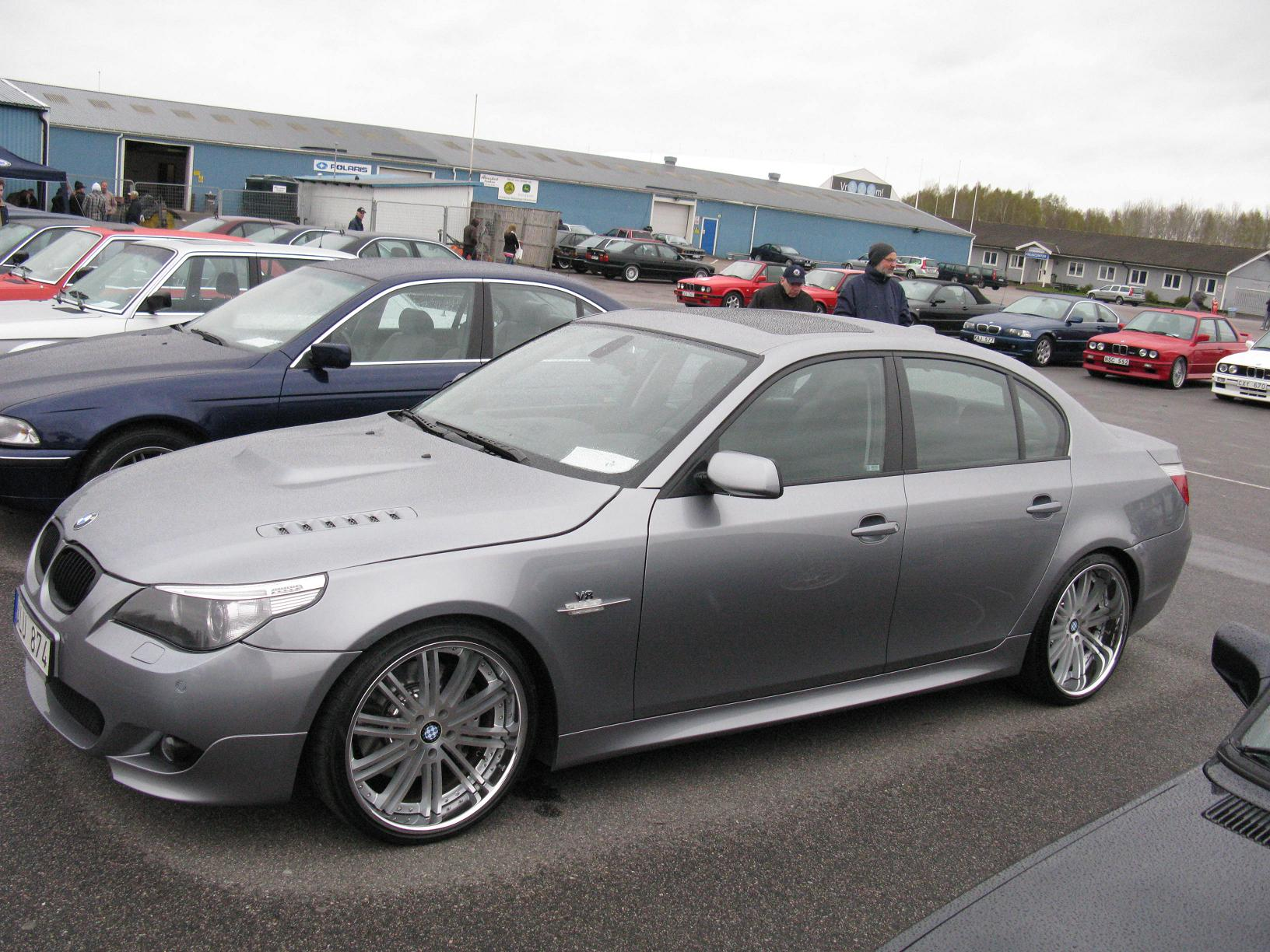
BMW 545i